# Star Trek: Shattered Universe
Star Trek: Shattered Universe est un jeu vidéo de combat spatial développé par Starsphere Interactive et édité par Take-Two Licensing, sorti en 2004 sur PlayStation 2 et Xbox.

## Accueil
- Jeuxvideo.com : 7/20[1]